# سامانه خودگردان (اینترنت)

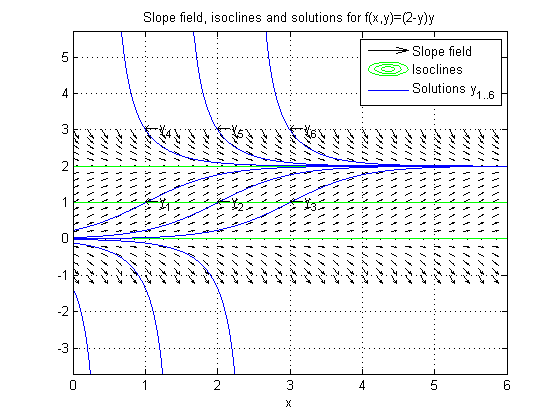
سامانه خودگردان (AS) مجموعه‌ای از زیرشبکه‌های تحت پروتکل اینترنت

در اینترنت سامانه خودگردان (AS) مجموعه‌ای از زیرشبکه‌های تحت پروتکل اینترنت هستند که از جانب یک دامنه یا موجودیت اداره کننده مرکزی در کنترل یک یا تعداد بیشتری از اپراتورهای شبکه قرار دارد. یک سامانه خودگردان سیاست‌های مسیریابی کاملاً تعریف شده‌ای نسبت به اینترنت دارد. به عبارت دیگر سامانه خودگردان می‌تواند داده‌هایی که مبدأ و مقصد آن خود شبکه باشد به صورت داخلی جابجا کند و ارتباطات خود با دیگر شبکه‌ها را بر اساس پرتکل درگاه مرزی (BGP(Border Gateway Protocol)) تنظیم کند. استفاده از مراکز تبادل ترافیک اینترنتی برای اتصال ارائه دهندگان خدمات دسترسی اینترنتی با این پروتکل صورت می‌گیرد.
ابتدا طبق RFC 1771 سامانه خودگردان، از جانب یک موجودیت واحد (که معمولاً ارائه دهنده خدمات اینترنت یا یک سازمان بسیار بزرگ بود) کنترل می شدکه با یک سیاست مسیریابی کاملاً تعریف شده و واحد با ارتباطاتی مستقل به چندین شبکه متصل می‌شد. تعریف جدیدتر در RFC 1930 به این دلیل مورد استقبال قرار گرفت که چند سازمان می‌توانند از پرتکل درگاه‌های مرزی (BGP) با استفاده از شماره AS خصوصی خدمات دهنده اینترنتی که همه آن سازمان‌ها را به یکدیگر متصل می‌کند استفاده کنند. گرچه ممکن است چندین سامانه خودگردان توسط یک ارائه دهنده اینترنت پشتیبانی بشوند، اینترنت تنها سیاست مسیریابی خدمت دهنده اینترنت را می‌بیند. آن خدمت دهنده اینترنت باید یک شماره سامانه خودگردان ثبت شده (autonomous system number (ASN)) داشته باشد.
برای استفاده از مسیریابی پروتکل درگاه مرزی یک شماره سامانه خودگردان واحد به هر سامانه خودگردان اختصاص داده می‌شود. شماره‌های سامانه‌های خودگردان مهم هستند زیرا هر شبکه در اینترنت با شماره‌های سامانه خودگردان واحد شناسایی می‌شود.
تا سال ۲۰۰۷ شماره سامانه‌های خودگردان عددی ۱۶ بیتی تعریف شده بودند که حداکثر ۶۵۵۳۶ شماره قابل تخصیص داشت. RFC 4893 شماره‌های سامانه خودگردان ۳۲ بیتی را معرفی کرد که پس از آن ایانا Internet Assigned Numbers Authority (IANA) شروع به تخصیص ثبات اینترنت منطقه‌ای regional Internet registries (RIRs), کرد، گرچه RFC 6793. جایگزین این استاندارد شد. بازنمایی متنی پذیرفته شده شماره‌های سامانه‌های خودگردان در RFC 5396 " به عنوان asplain تعریف شده‌است ".
تعداد سامانه‌های خودگردان منحصر به فرد در سامانه مسیریابی اینترنت در سال ۱۹۹۹ از ۵۰۰۰، در سال ۲۰۰۸ از ۳۰۰۰۰، در اواسط ۲۰۱۰ از ۳۵۰۰۰، در اواخر ۲۰۱۲ از ۴۲۰۰۰ و در میانه ۲۰۱۴ از ۴۷۰۰۰ فراتر رفت.

## واگذاری و تخصیص
شماره‌های سامانه‌های خودگردان به صورت بلوکی توسط ایانا به ثبت کننده‌های اینترنت منطقه‌ای تخصیص داده می‌شود. . سپس ثبات منطقه‌ای RIR از بلوک شماره‌هایی که توسط ایانا به او داده شده‌است شماره‌های سامانه خودگردان را تخصیص می‌دهد. موجودیت‌هایی که مایل به دریافت شماره سامانه خودگردان هستند باید فرایند تقاضا به ثبات محلی را طی کنند و پس از تأیید شماره سامانه خودگردان دریافت خواهند کرد. شماره‌های سامانه‌های خودگردان تخصیص یافته را می‌توان از وبگاه ایانا پیدا کرد.
- داده‌های خاص مرکز اطلاعات شبکه آسیا اقیانوسیه را می‌توان به صورت روزانه در یک فابل متنی مشاهده کرد[۷]
- داده‌های خاص شبکه اروپایی نیز به صورت روزانه قابل دانلود است
[۸]
- داده‌های مربوط به آفریقا هم همین‌طور است[۹]